# University-Mount Wellington
University-Mount Wellington – nowozelandzki klub piłkarski z siedzibą w Auckland. Klub powstał z połączenia zespołów Mt Wellington AFC i Auckland University AFC.
Sukcesy obecnego klubu związane są z drużyną Mt Wellington AFC, która sześciokrotnie zdobywała tytuł mistrza Nowej Zelandii w New Zealand National Soccer League (1972, 1974, 1979, 1980, 1982 i 1986) oraz pięciokrotnie sięgała po puchar Chatham Cup (1973, 1980, 1982, 1983, 1990). Drużyna dwukrotnie triumfowała w tych rozgrywkach już pod obecna nazwą – University-Mount Wellington (2001, 2003).

## Osiągnięcia
- Mistrzostwa Nowej Zelandii (6): 1972, 1974, 1979, 1980, 1982 i 1986;
- Zdobywca Chatham Cup (7): 1973, 1980, 1982, 1983, 1990, 2001 i 2003;
- Zdobywca Challenge Trophy (3): 1980, 1981 i 1983[2].